# Kiryat HaMemshala
Kiryat HaMemshala (em hebraico קריית הממשלה‎, literalemnte Complexo/Cidade Governamental), também conhecido como Kiryat Ben-Gurion (Complexo/Cidade Ben-Gurion), é um complexo de prédios governamentais de várias instituições de Israel, localizado em uma colina de Jerusalém. O complexo abriga prédios dos três poderes instituídos do país.

## História
Logo após o estabelecimento do Estado israelense, o governo de Israel decidiu mudar a sede dos órgãos governamentais de Tel-Aviv para Jerusalém, em dezembro de 1949, durante o governo de David Ben-Gurion. As obras começaram em 1950 e duraram vários anos, com outros prédios sendo adicionados posteriormente.
A colina escolhida para as construções foi a Givat Ram. Há um centro no complexo, chamado Kiryat HaLeom (O/A Complexo/Cidade da Nação), que abriga:
- O Knesset, o parlamento israelense;
- A Suprema Corte de Israel;
- O Escritório do Primeiro-Ministro de Israel, o do Ministério de Relações Exteriores de Israel, o do Ministério de Finanças e do Ministério do Interior;
- O Museu de Israel;
- Um dos campus da Universidade Hebraica de Jerusalém;
- A Biblioteca Nacional de Israel.

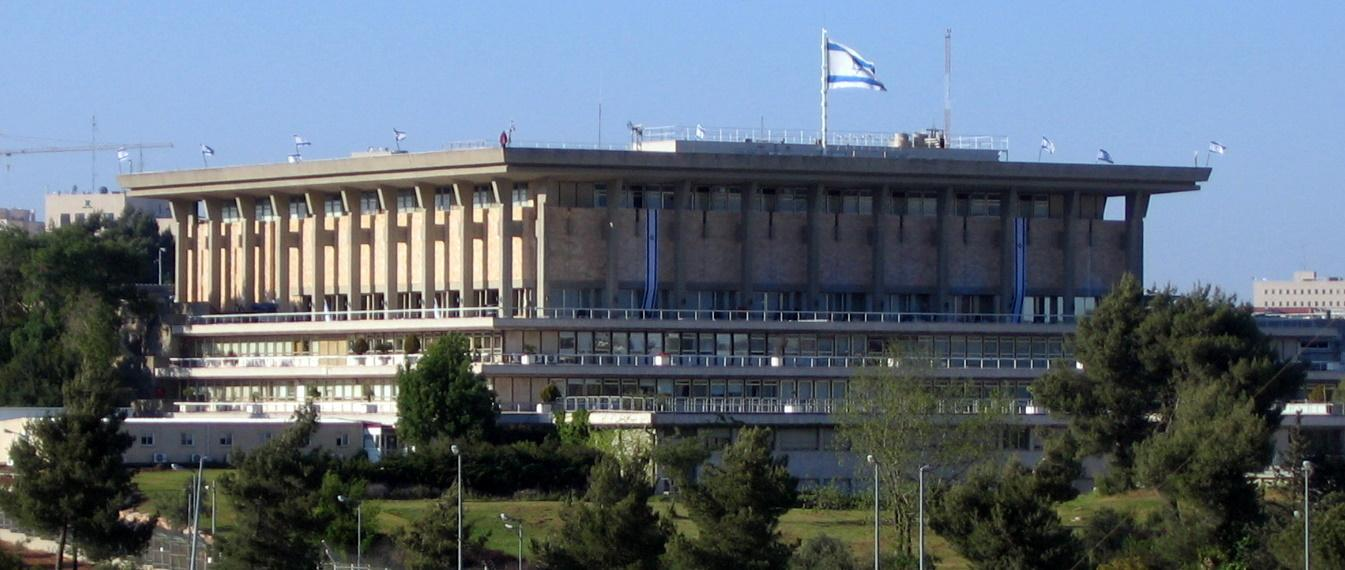
Knesset
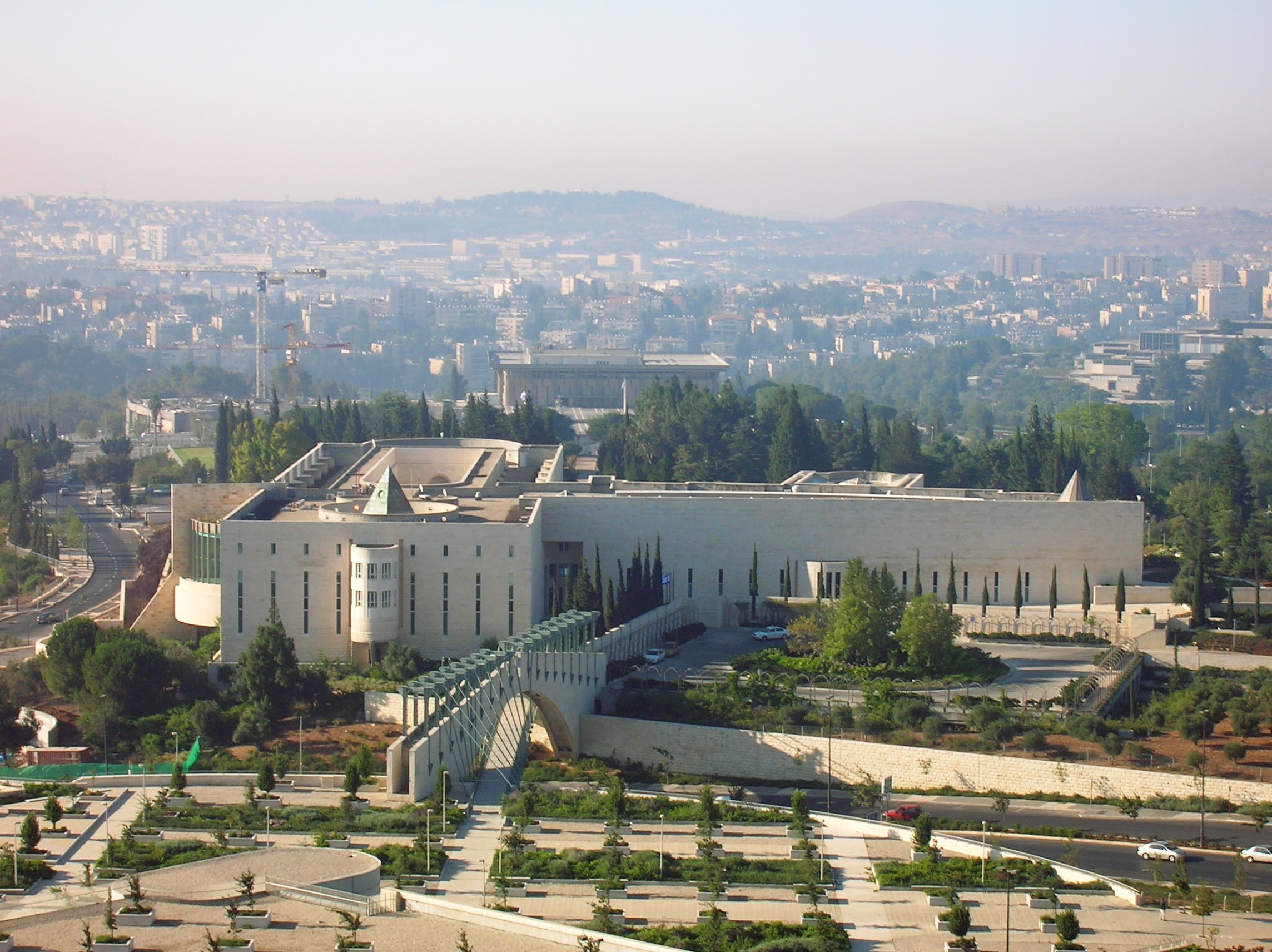
Suprema Corte de Israel
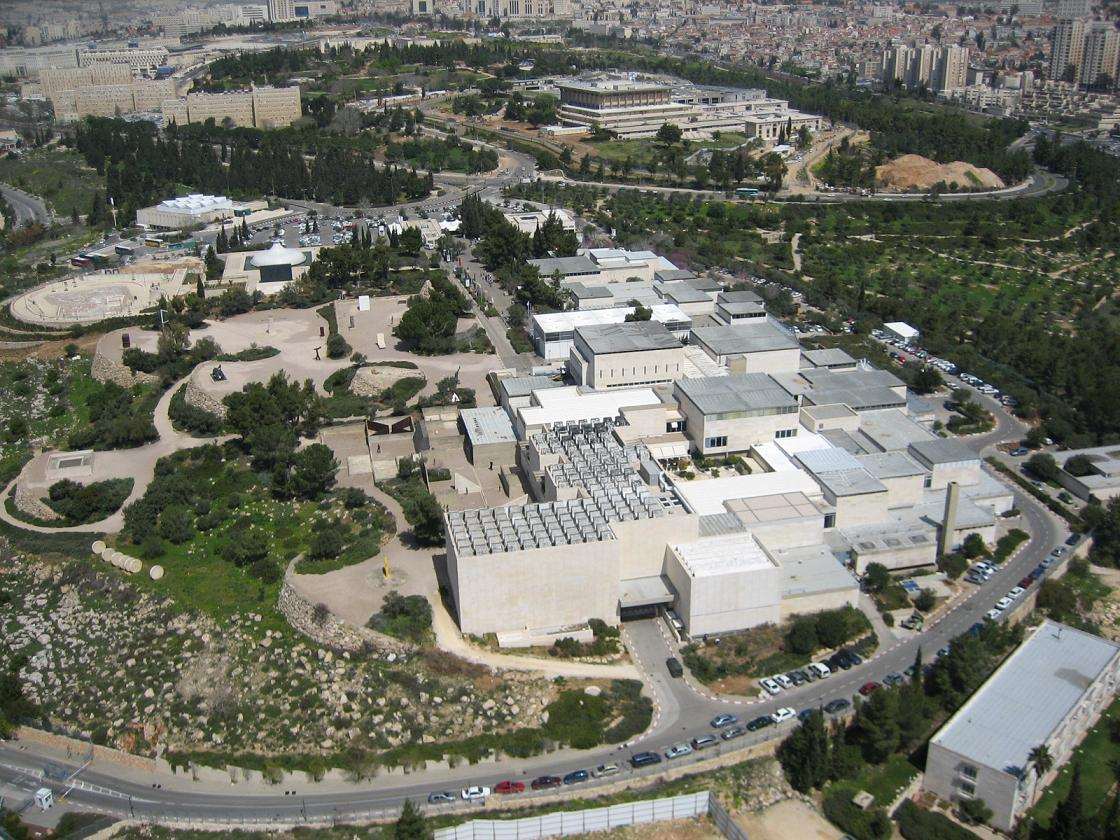
Museu de Israel
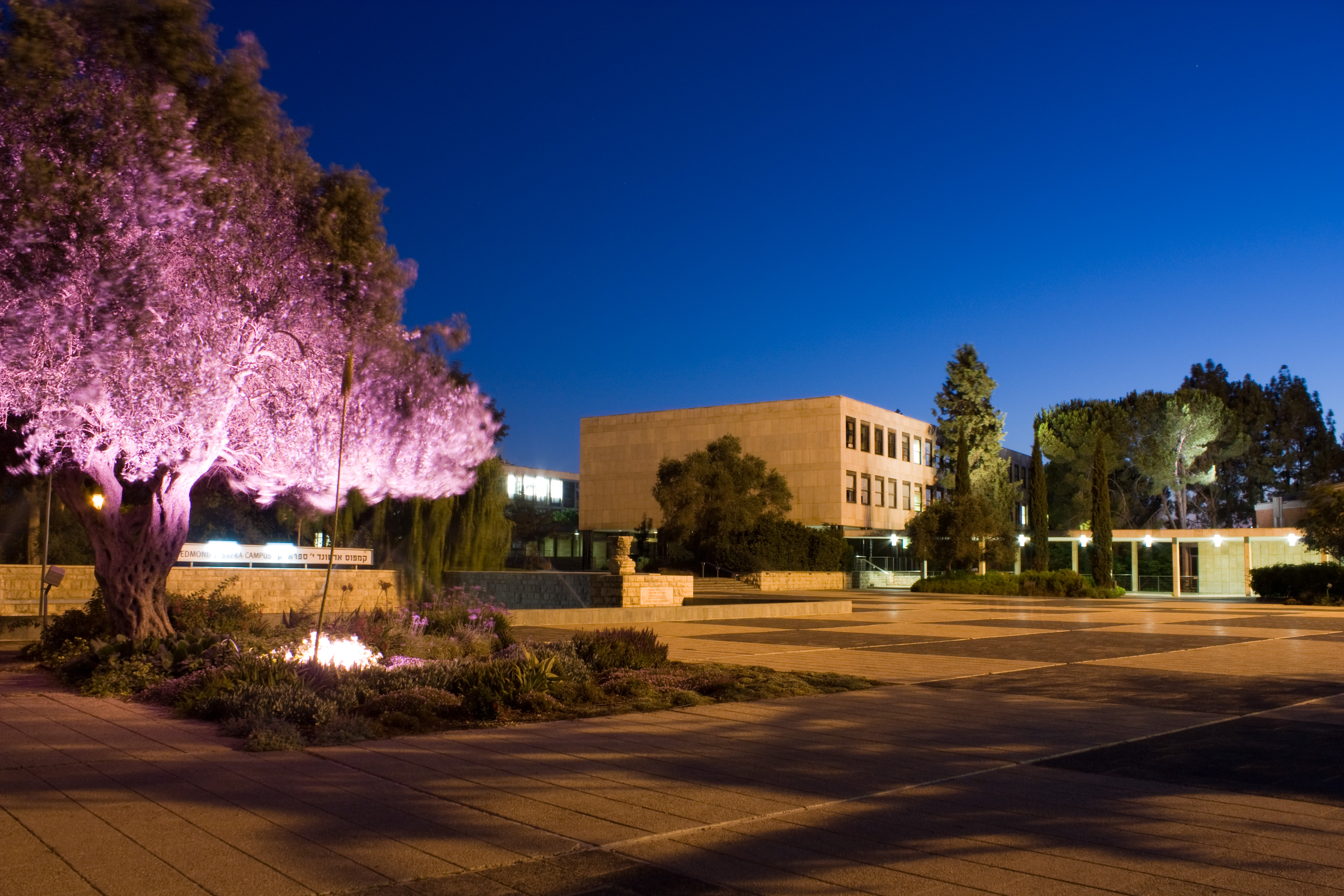
Universidade Hebraica de Jerusalém
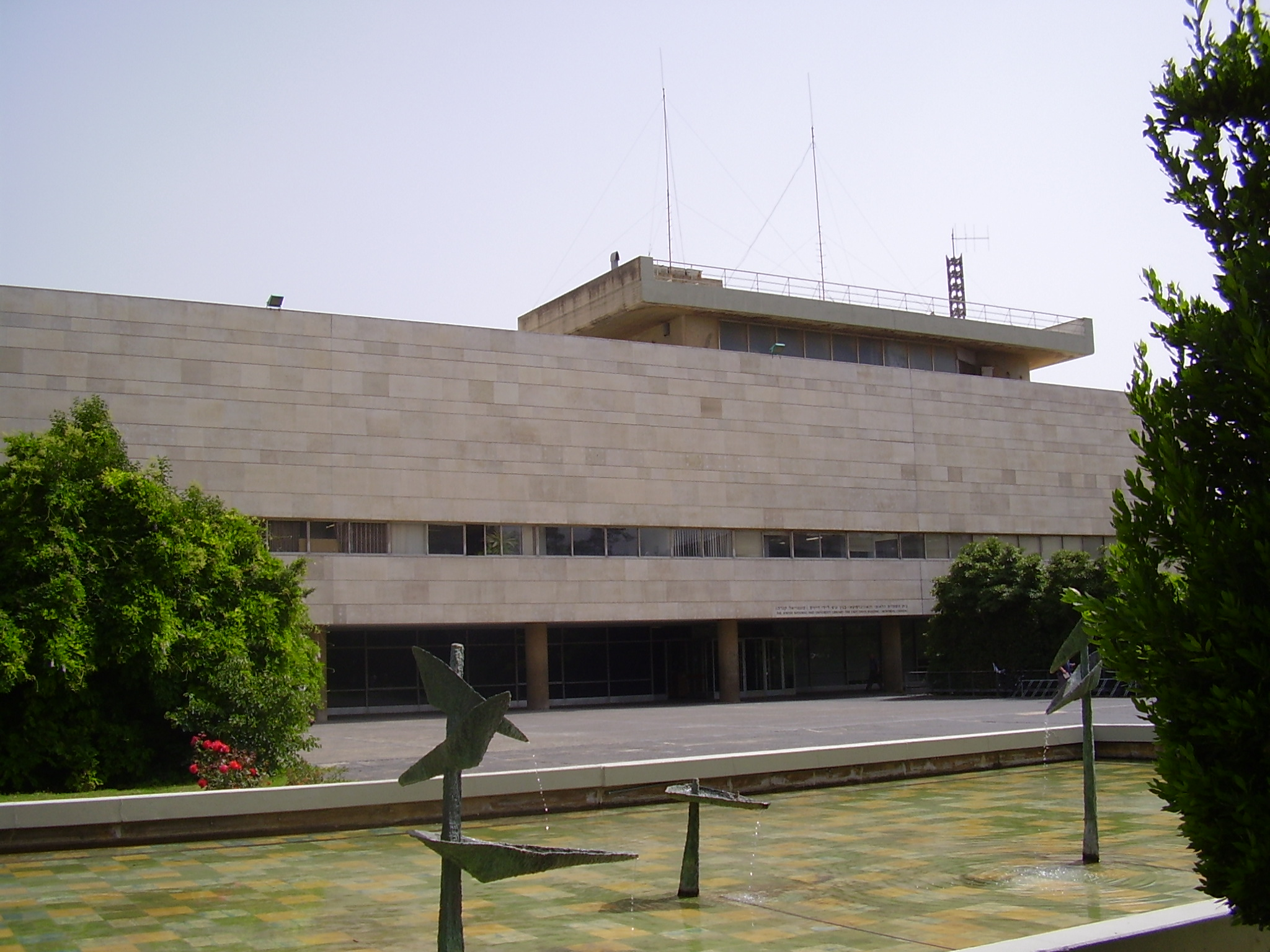
Biblioteca Nacional de Israel